# Rada Najwyższa Narodowa

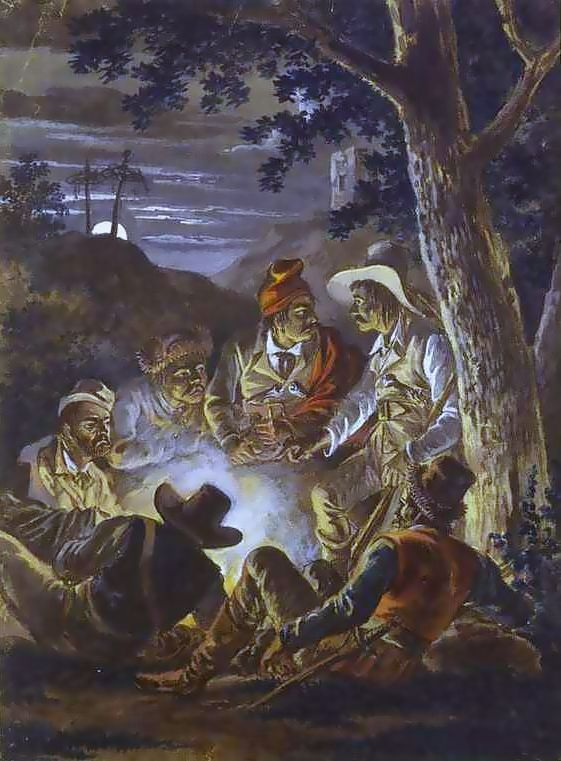
Powstańcy Kościuszki na akwareli Aleksandra Orłowskiego

Rada Najwyższa Narodowa – centralna władza cywilna utworzona 10 maja 1794 podczas insurekcji kościuszkowskiej, w celu zastąpienia dotychczas działającej Rady Zastępczej Tymczasowej Księstwa Mazowieckiego.  Ustanowiona przez naczelnika Tadeusza Kościuszkę w obozie pod Połańcem. Składała się z 8 radców i 32 zastępców i była kolegialnym organem wykonawczym decyzji naczelnika.
Podzielona została na osiem wydziałów, którymi kierowali radcy:
- Wydział Porządku – Alojzy Sulistrowski

Zajmował się utrzymywaniem dróg i mostów, przewozem poczty, komunikacją.
- Wydział Bezpieczeństwa – Tomasz Wawrzecki (w rzeczywistości zastępca Michał Ambroży Kochanowski)

Zajmował się śledzeniem szpiegów i przestępców, przeprowadzaniem rewizji i aresztowań, utrzymywaniem więzień.
- Wydział Sprawiedliwości – Franciszek Myszkowski (w rzeczywistości zastępca Józef Szymanowski)

Nadzorował sądy, wykonywał egzekucję wyroków sądowych.
- Wydział Skarbu – ks. Hugo Kołłątaj

Zajmował dobra zdrajców ojczyzny, zarządzał dobrami narodowymi, kontrolował mennicę.
- Wydział Żywności – Ignacy Wyssogota Zakrzewski

Zaopatrywał armię powstańcza, dozorował młyny, piekarnie i browary, rozdawał żywność biedocie.
- Wydział Potrzeb Wojskowych – gen. mjr Stanisław Wielowiejski[4] (w rzeczywistości zastępca Tadeusz Matuszewicz)

Przeprowadzał pobór do wojska, kontrolował manufaktury zbrojeniowe, kupował broń, mundury i amunicję, zakładał składy wojskowe, dostarczał koni do wojska.
- Wydział Interesów Zagranicznych – Ignacy Potocki

Wysyłał posłów i agentów za granicę, prowadził rokowania z innymi państwami.
- Wydział Instrukcji Narodowej – Jan Dominik Jaśkiewicz (w rzeczywistości zastępca ks. Franciszek Ksawery Dmochowski, później Tadeusz Mostowski)

Nadzorował szkoły, zajmował się propagandą powstańczą, inspirował gazety, agitacją w kościołach i na zgromadzeniach, administrował funduszem edukacyjnym.
Decyzje miano podejmować kolegialnie przy udziale minimum 5 osób.
Król Stanisław August Poniatowski 5 maja wyraził chęć wejścia do Rady zapewniając iż ojczyzny i narodu nie odstąpię, jednak Kościuszko nie miał zamiaru go dopuścić.
Oficjalnym organem prasowym Rady Najwyższej Narodowej był dziennik „Gazeta Rządowa”.